# Campeonato Europeo de Voleibol Femenino Sub-18 de 2017
El Campeonato Europeo de Voleibol Femenino Sub-18 de 2017 fue la XII edición del torneo de selecciones femeninas de voleibol categoría sub-18 pertenecientes a la Confederación Europea de Voleibol (CEV), se llevó a cabo del 1 al 9 de abril de 2017 en la ciudad de Arnhem, Países Bajos. El certamen fue a su vez el clasificatorio para el Campeonato Mundial de Voleibol Femenino Sub-18 de 2017 ya que otorgó 6 cupos a los equipos que se ubicaron entre los 6 primeros lugares al finalizar el torneo.

## Clasificación
El proceso de clasificación para este torneo se desarrolló dividido en dos rondas, la primera de ellas se llevó a cabo del 27 al 30 de octubre de 2016 y la segunda del 12 al 15 de enero de 2017. En la primera ronda participaron cuatro selecciones que conformaron un grupo único, el ganador del grupo se clasificó a la segunda ronda donde se unió a otras 31 selecciones.
Las 32 selecciones participantes en la segunda ronda fueron distribuidas en 8 grupos de 4 equipos, los primeros de cada grupo así como los tres mejores segundos obtuvieron la clasificación a la fase final Campeonato Europeo de Voleibol Femenino Sub-18 de 2017.
Por su condición de anfitrión la selección de los Países Bajos se clasificó automáticamente por lo que no tuvo participación en el proceso clasificatorio.

## Equipos participantes
Doce selecciones participaron en el torneo, once de ellas llegaron mediante el proceso de clasificación, mientras que la selección del país anfitrión se clasificó automáticamente.
| - Alemania - Bielorrusia - Bulgaria - Eslovenia - Grecia - Italia | - Países Bajos (local) - Polonia - Rumanía - Rusia - Serbia - Turquía |

### Sorteo
El sorteo para a conformación de los grupos se llevó a cabo el 10 de febrero de 2017 a las 17:00 hora local (UTC+1) en el Openluchtmuseum de la ciudad de Arnhem. Los grupos quedaron conformados de la siguiente manera:
| Grupo I                                             | Grupo II                                            |
| --------------------------------------------------- | --------------------------------------------------- |
| Países Bajos Turquía Bulgaria Rusia Alemania Italia | Polonia Grecia Serbia Bielorrusia Rumanía Eslovenia |

## Formato de competición
La Ronda final del Campeonato Europeo de Voleibol Femenino Sub-18 de 2015 consta tres instancias fases: Fase preliminar de grupos, partidos semifinales y los partidos de clasificación y final.
En la fase preliminar las 12 selecciones son divididas en dos grupos (I Y II) de 6 equipos cada uno, en cada grupo se juega con un sistema de todos contra todos y los equipos son clasificados de acuerdo a los siguientes criterios:
- Partidos ganados.
- Puntos obtenidos, los cuales son otorgados de la siguiente manera:
  - Partido con resultado final 3-0 o 3-1: 3 puntos al ganador y 0 puntos al perdedor.
  - Partido con resultado final 3-2: 2 puntos al ganador y 1 punto al perdedor.
- Proporción entre los sets ganados y los sets perdidos (Sets ratio).
- Proporción entre los puntos ganados y los puntos perdidos (Puntos ratio).
- Resultado del partido entre los equipos en cuestión

Los equipos que terminen ubicados en el 6.° y 5.° lugar de cada grupo son eliminados, mientras que los ubicados entre los 4 primeros clasifican para jugar los partidos semifinales.
Los partidos semifinales se juegan de acuerdo a las siguientes emparejamientos
- 3.° grupo I - 4.° grupo II (Partido 31)
- 4.° grupo I - 3.° grupo II (Partido 32)
- 1.° grupo I - 2.° grupo II (Partido 33)
- 1.° grupo II - 2.° grupo I (Partido 34)

Los ganadores de los partidos 31 y 32 juegan por el 5.° y 6.° lugar, mientras que los perdedores definen al 7.° y 8.° lugar. Los perdedores del partido 33 y 34 juegan por el tercer y cuarto lugar y la final la definen los ganadores de esos partidos.

## Resultados
- Las horas indicadas corresponden al huso horario local de los Países Bajos (Hora de verano de Europa central – CEST): UTC+2.

### Fase preliminar
– Clasificados para las semifinales de la Fase final y al Campeonato Mundial de Voleibol Femenino Sub-18 de 2017.
     – Clasificados para las semifinales de la clasificación del 5.° al 8.° puesto. 

#### Grupo I
|     |              | Partidos | Partidos | Partidos |     | Sets | Sets | Sets   | Puntos | Puntos | Puntos |
| Pos | Equipo       | PJ       | PG       | PP       | Pts | SG   | SP   | Ratio  | PG     | PP     | Ratio  |
| --- | ------------ | -------- | -------- | -------- | --- | ---- | ---- | ------ | ------ | ------ | ------ |
| 1   | Italia       | 5        | 5        | 0        | 15  | 15   | 1    | 15.000 | 393    | 300    | 1.310  |
| 2   | Rusia        | 5        | 3        | 2        | 9   | 9    | 7    | 1.285  | 369    | 355    | 1.039  |
| 3   | Países Bajos | 5        | 2        | 3        | 6   | 9    | 10   | 0.900  | 432    | 415    | 1.041  |
| 4   | Alemania     | 5        | 2        | 3        | 6   | 6    | 10   | 0.600  | 343    | 384    | 0.893  |
| 5   | Bulgaria     | 5        | 2        | 3        | 5   | 6    | 12   | 0.500  | 370    | 431    | 0.858  |
| 6   | Turquía      | 5        | 1        | 4        | 4   | 7    | 12   | 0.583  | 401    | 423    | 0.948  |

| Fecha      | Hora  | Partido      | Partido   | Partido      | Sets  | Sets  | Sets  | Sets  | Sets  | Puntuación total | Reporte |
| Fecha      | Hora  |              | Resultado |              | 1     | 2     | 3     | 4     | 5     | Puntuación total | Reporte |
| ---------- | ----- | ------------ | --------- | ------------ | ----- | ----- | ----- | ----- | ----- | ---------------- | ------- |
| 1 de abril | 14:00 | Alemania     | 0 – 3     | Turquía      | 19-25 | 14-25 | 15-25 | -     | -     | 48 – 75          | Reporte |
| 1 de abril | 16:30 | Países Bajos | 1 – 3     | Bulgaria     | 23-25 | 25-15 | 19-25 | 22-25 | -     | 89 – 90          | Reporte |
| 1 de abril | 19:00 | Rusia        | 0 – 3     | Italia       | 22-25 | 21-25 | 19-25 | -     | -     | 62 – 75          | Reporte |
| 2 de abril | 14:00 | Bulgaria     | 3 – 2     | Turquía      | 25-20 | 25-23 | 14-25 | 15-25 | 23-21 | 102 – 114        | Reporte |
| 2 de abril | 16:30 | Países Bajos | 3 – 0     | Rusia        | 25-17 | 25-21 | 25-20 | -     | -     | 75 – 58          | Reporte |
| 2 de abril | 19:00 | Italia       | 3 – 0     | Alemania     | 25-16 | 25-17 | 25-21 | -     | -     | 75 – 54          | Reporte |
| 4 de abril | 14:00 | Rusia        | 3 – 0     | Bulgaria     | 25-23 | 25-17 | 25-20 | -     | -     | 75 – 60          | Reporte |
| 4 de abril | 16:30 | Turquía      | 0 – 3     | Italia       | 11-25 | 23-25 | 22-25 | -     | -     | 56 – 75          | Reporte |
| 4 de abril | 19:00 | Alemania     | 3 – 1     | Países Bajos | 29-27 | 25-20 | 22-25 | 25-16 | -     | 101 – 88         | Reporte |
| 5 de abril | 14:00 | Bulgaria     | 0 – 3     | Italia       | 15-25 | 13-25 | 19-25 | -     | -     | 47 – 75          | Reporte |
| 5 de abril | 16:30 | Rusia        | 3 – 0     | Alemania     | 25-23 | 25-20 | 25-19 | -     | -     | 75 – 62          | Reporte |
| 5 de abril | 19:00 | Países Bajos | 3 – 1     | Turquía      | 25-18 | 25-14 | 24-26 | 25-15 | -     | 99 – 73          | Reporte |
| 6 de abril | 14:00 | Alemania     | 3 – 0     | Bulgaria     | 25-23 | 28-26 | 25-22 | -     | -     | 78 – 71          | Reporte |
| 6 de abril | 16:30 | Turquía      | 1 – 3     | Rusia        | 21-25 | 21-25 | 26-24 | 15-25 | -     | 83 – 99          | Reporte |
| 6 de abril | 19:00 | Italia       | 3 – 1     | Países Bajos | 18-25 | 25-20 | 25-16 | 25-29 | -     | 93 – 81          | Reporte |

#### Grupo II
|     |             | Partidos | Partidos | Partidos |     | Sets | Sets | Sets  | Puntos | Puntos | Puntos |
| Pos | Equipo      | PJ       | PG       | PP       | Pts | SG   | SP   | Ratio | PG     | PP     | Ratio  |
| --- | ----------- | -------- | -------- | -------- | --- | ---- | ---- | ----- | ------ | ------ | ------ |
| 1   | Bielorrusia | 5        | 5        | 0        | 14  | 15   | 4    | 3.750 | 458    | 367    | 1.248  |
| 2   | Serbia      | 5        | 3        | 2        | 10  | 12   | 7    | 1.714 | 428    | 391    | 1.094  |
| 3   | Polonia     | 5        | 3        | 2        | 9   | 10   | 8    | 1.250 | 387    | 381    | 1.015  |
| 4   | Eslovenia   | 5        | 2        | 3        | 6   | 8    | 10   | 0.800 | 389    | 399    | 0.974  |
| 5   | Rumanía     | 5        | 2        | 3        | 6   | 9    | 12   | 0.750 | 457    | 483    | 0.946  |
| 6   | Grecia      | 5        | 0        | 5        | 0   | 2    | 15   | 0.133 | 318    | 416    | 0.764  |

| Fecha      | Hora  | Partido     | Partido   | Partido     | Sets  | Sets  | Sets  | Sets  | Sets  | Puntuación total | Reporte |
| Fecha      | Hora  |             | Resultado |             | 1     | 2     | 3     | 4     | 5     | Puntuación total | Reporte |
| ---------- | ----- | ----------- | --------- | ----------- | ----- | ----- | ----- | ----- | ----- | ---------------- | ------- |
| 1 de abril | 15:00 | Grecia      | 0 – 3     | Bielorrusia | 18-25 | 17-25 | 14-25 | -     | -     | 49 – 75          | Reporte |
| 1 de abril | 17:30 | Rumania     | 3 – 2     | Serbia      | 25-21 | 25-21 | 18-25 | 24-26 | 15-13 | 107 – 106        | Reporte |
| 1 de abril | 20:00 | Polonia     | 3 – 1     | Eslovenia   | 25-23 | 25-11 | 23-25 | 25-23 | -     | 98 – 82          | Reporte |
| 2 de abril | 15:00 | Serbia      | 1 – 3     | Bielorrusia | 20-25 | 16-25 | 25-22 | 16-25 | -     | 77 – 97          | Reporte |
| 2 de abril | 17:30 | Rumania     | 1 – 3     | Polonia     | 20-25 | 12-25 | 25-22 | 22-25 | -     | 79 – 97          | Reporte |
| 2 de abril | 20:00 | Eslovenia   | 3 – 1     | Grecia      | 25-12 | 25-17 | 22-25 | 25-19 | -     | 97 – 73          | Reporte |
| 4 de abril | 15:00 | Polonia     | 1 – 3     | Serbia      | 7-25  | 25-20 | 14-25 | 21-25 | -     | 67 – 95          | Reporte |
| 4 de abril | 17:30 | Bielorrusia | 3 – 1     | Eslovenia   | 25-20 | 20-25 | 25-12 | 25-15 | -     | 95 – 72          | Reporte |
| 4 de abril | 20:00 | Grecia      | 1 – 3     | Rumanía     | 22-25 | 25-19 | 22-25 | 19-25 | -     | 88 – 94          | Reporte |
| 5 de abril | 15:00 | Serbia      | 3 – 0     | Eslovenia   | 25-22 | 25-20 | 25-20 | -     | -     | 75 – 62          | Reporte |
| 5 de abril | 17:30 | Polonia     | 3 – 0     | Grecia      | 25-13 | 25-16 | 25-21 | -     | -     | 75 – 50          | Reporte |
| 5 de abril | 20:00 | Rumania     | 2 – 3     | Bielorrusia | 26-28 | 29-27 | 25-27 | 25-18 | 14-16 | 119 – 116        | Reporte |
| 6 de abril | 15:00 | Grecia      | 0 – 3     | Serbia      | 22-25 | 22-25 | 14-25 | -     | -     | 58 – 75          | Reporte |
| 6 de abril | 17:30 | Bielorrusia | 3 – 0     | Polonia     | 25-20 | 25-16 | 25-14 | -     | -     | 75 – 50          | Reporte |
| 6 de abril | 20:00 | Eslovenia   | 3 – 0     | Rumanía     | 26-24 | 25-17 | 25-17 | -     | -     | 76 – 58          | Reporte |

### Fase final

#### Clasificación 5.º al 8.º puesto
Los equipos que se ubiquen en el quinto y sexto lugar obtienen la clasificación al Campeonato Mundial de Voleibol Femenino Sub-18 de 2017.
|  | Semifinales 5.° al 8.° puesto | Semifinales 5.° al 8.° puesto |   |              | Partido 5.° y 6.° puesto | Partido 5.° y 6.° puesto |  |
|  |                               |                               |   |              |                          |                          |  |
|  |                               |                               |   |              |                          |                          |  |
|  | Países Bajos                  | 1                             |   |              |                          |                          |  |
|  | Eslovenia                     | 3                             |   |              |                          |                          |  |
|  |                               |                               |   |              |                          |                          |  |
|  |                               |                               |   |              |                          |                          |  |
|  |                               |                               |   |              | Eslovenia                | 3                        |  |
|  |                               | Alemania                      | 0 |              |                          |                          |  |
|  |                               |                               |   |              |                          |                          |  |
|  |                               |                               |   |              |                          |                          |  |
|  |                               |                               |   |              | Partido 7.° y 8.° puesto |                          |  |
|  |                               |                               |   |              |                          |                          |  |
|  | Alemania                      | 3                             |   | Países Bajos | 3                        |                          |  |
|  | Polonia                       | 1                             |   |              | Polonia                  | 1                        |  |

##### Semifinales 5.º al 8.º puesto
| Fecha      | Hora  | Partido      | Partido   | Partido   | Sets  | Sets  | Sets  | Sets  | Sets | Puntuación total | Reporte |
| Fecha      | Hora  |              | Resultado |           | 1     | 2     | 3     | 4     | 5    | Puntuación total | Reporte |
| ---------- | ----- | ------------ | --------- | --------- | ----- | ----- | ----- | ----- | ---- | ---------------- | ------- |
| 8 de abril | 18:00 | Países Bajos | 1 – 3     | Eslovenia | 21-25 | 25-16 | 18-25 | 24-26 | -    | 88 – 92          | Reporte |
| 8 de abril | 15:30 | Alemania     | 3 – 1     | Polonia   | 25-18 | 25-19 | 22-25 | 25-20 | -    | 97 – 82          | Reporte |

##### Partido por el 7.º y 8.º puesto
| Fecha      | Hora  | Partido      | Partido   | Partido | Sets  | Sets  | Sets  | Sets  | Sets | Puntuación total | Reporte |
| Fecha      | Hora  |              | Resultado |         | 1     | 2     | 3     | 4     | 5    | Puntuación total | Reporte |
| ---------- | ----- | ------------ | --------- | ------- | ----- | ----- | ----- | ----- | ---- | ---------------- | ------- |
| 9 de abril | 12:00 | Países Bajos | 3 – 1     | Polonia | 25-12 | 25-12 | 23-25 | 25-23 | -    | 98 – 72          | Reporte |

##### Partido por el 5.º y 6.º puesto
| Fecha      | Hora  | Partido   | Partido   | Partido  | Sets  | Sets  | Sets  | Sets | Sets | Puntuación total | Reporte |
| Fecha      | Hora  |           | Resultado |          | 1     | 2     | 3     | 4    | 5    | Puntuación total | Reporte |
| ---------- | ----- | --------- | --------- | -------- | ----- | ----- | ----- | ---- | ---- | ---------------- | ------- |
| 9 de abril | 14:30 | Eslovenia | 3 – 0     | Alemania | 25-19 | 25-15 | 25-20 | -    | -    | 75 – 54          | Reporte |

#### Clasificación 1.º al 4.º puesto
|  | Semifinales | Semifinales |   |        | Final        | Final |  |
|  |             |             |   |        |              |       |  |
|  |             |             |   |        |              |       |  |
|  | Italia      | 3           |   |        |              |       |  |
|  | Serbia      | 2           |   |        |              |       |  |
|  |             |             |   |        |              |       |  |
|  |             |             |   |        |              |       |  |
|  |             |             |   |        | Italia       | 2     |  |
|  |             | Rusia       | 3 |        |              |       |  |
|  |             |             |   |        |              |       |  |
|  |             |             |   |        |              |       |  |
|  |             |             |   |        | Tercer lugar |       |  |
|  |             |             |   |        |              |       |  |
|  | Bielorrusia | 0           |   | Serbia | 2            |       |  |
|  | Rusia       | 3           |   |        | Bielorrusia  | 3     |  |

##### Semifinales
| Fecha      | Hora  | Partido     | Partido   | Partido | Sets  | Sets  | Sets  | Sets  | Sets | Puntuación total | Reporte |
| Fecha      | Hora  |             | Resultado |         | 1     | 2     | 3     | 4     | 5    | Puntuación total | Reporte |
| ---------- | ----- | ----------- | --------- | ------- | ----- | ----- | ----- | ----- | ---- | ---------------- | ------- |
| 8 de abril | 15:45 | Italia      | 3 – 2     | Serbia  | 25-11 | 23-25 | 23-25 | 25-16 | 15-9 | 111 – 86         | Reporte |
| 8 de abril | 18:15 | Bielorrusia | 0 – 3     | Rusia   | 22-25 | 18-25 | 15-25 | -     | -    | 55 – 75          | Reporte |

##### Partido por el3.ery 4.º puesto
| Fecha      | Hora  | Partido | Partido   | Partido     | Sets  | Sets  | Sets  | Sets  | Sets  | Puntuación total | Reporte |
| Fecha      | Hora  |         | Resultado |             | 1     | 2     | 3     | 4     | 5     | Puntuación total | Reporte |
| ---------- | ----- | ------- | --------- | ----------- | ----- | ----- | ----- | ----- | ----- | ---------------- | ------- |
| 9 de abril | 14:00 | Serbia  | 2 – 3     | Bielorrusia | 25-17 | 27-29 | 17-25 | 25-22 | 13-15 | 107 – 108        | Reporte |

##### Final
| Fecha      | Hora  | Partido | Partido   | Partido | Sets  | Sets  | Sets  | Sets  | Sets  | Puntuación total | Reporte |
| Fecha      | Hora  |         | Resultado |         | 1     | 2     | 3     | 4     | 5     | Puntuación total | Reporte |
| ---------- | ----- | ------- | --------- | ------- | ----- | ----- | ----- | ----- | ----- | ---------------- | ------- |
| 9 de abril | 16:30 | Italia  | 2 – 3     | Rusia   | 25-18 | 16-25 | 24-26 | 25-21 | 10-15 | 100 – 105        | Reporte |